# Perkala grunden
Perkala grunden är öar i Finland. De ligger i Skärgårdshavet och i kommunen Pargas i landskapet Egentliga Finland, i den sydvästra delen av landet. Öarna ligger omkring 47 kilometer väster om Åbo och omkring 190 kilometer väster om Helsingfors.
Arean för den av öarna koordinaterna pekar på är 0,5 hektar och dess största längd är 110 meter i sydväst-nordöstlig riktning. Närmaste större samhälle är Houtskär, 15,7 km söder om Perkala grunden.

## Klimat
Inlandsklimat råder i trakten. Årsmedeltemperaturen i trakten är 6 °C. Den varmaste månaden är augusti, då medeltemperaturen är 17 °C, och den kallaste är februari, med −7 °C.